# Francesca Salaorni
Francesca Salaorni (Verona, 5 maggio 1994) è un'ex calciatrice italiana, di ruolo difensore. Eccetto che per un breve periodo, ha giocato per tutta la carriera col ChievoVerona FM, già noto come Fortitudo Mozzecane.

## Carriera
Al Fortitudo Mozzecane fin dalla stagione 2009-2010, Francesca Salaorni debutta in Serie A2, l'allora secondo livello del campionato italiano femminile di calcio, il 13 dicembre 2009, alla 7ª giornata del girone A di campionato, dove all'85' viene schierata dal tecnico Silvano Marcello al posto di Elisa Scattolini nell'incontro casalingo perso per 4-1 con le avversarie del Mozzanica, formazione che poi si aggiudicherà il torneo. Per tornare sul terreno di gioco deve aspettare il termine della stagione quando il subentrato allenatore Salvatore Zurzolo inizia a darle fiducia schierandola titolare alla 17ª giornata, incontro perso in casa 4-0 con il Cervia, e nelle tre ultime partite del campionato che si conclude al 9 posto e la conseguente salvezza.
Alla sua terza stagione in gialloblu condivide il percorso della sua squadra che, grazie alle 22 vittorie e 4 pareggi, al termine del campionato di Serie A2 2011-2012 chiude il torneo con 70 punti, classificandosi in prima posizione del girone A con 3 punti di vantaggio sulla Fiammamonza e guadagnando così la promozione in Serie A.
Sigla la sua prima rete in campionato l'8 dicembre 2013, all'11ª giornata di Serie B 2013-2014, dove nell'incontro casalingo con l'Azzurra San Bartolomeo al 60' porta la sua squadra sul parziale di 3-0, partita poi terminata sul 5-1 per le padrone di casa.
Raggiunge le 100 presenze in campionato nel corso della stagione 2017-2018, il 26 novembre 2011, alla 10ª giornata del campionato di Serie B, nell'incontro in cui il Fortitudo Mozzecane si impone in trasferta per 7-0 sulle avversarie del Castelnuovo. Al termine del campionato si trasferisce brevemente all'estero per la sua prima esperienza in un campionato straniero, accordandosi con l'ÍR Reykjavík per giocare in 1. deild kvenna, secondo livello del campionato islandese, fino alla ripresa del rinnovato campionato italiano di Serie B.
Si è ritirata dal calcio giocato al termine della stagione 2022-2023, dopo aver giocato quasi tutta la carriera nello stesso club, noto prima come Fortitudo Mozzecane e poi come ChievoVerona FM.
In seguito al suo ritiro, in omaggio ai 21 anni della sua militanza nel club e alle sue doti morali e tecniche, il ChievoVerona FM ha ritirato la maglia numero 23. 

## Palmarès
- Campionato italiano di Serie A2: 1

Fortitudo Mozzecane: 2011-2012